# Koolasuchus
Koolasuchus là một chi Temnospondyli thuộc họ Chigutisauridae. Hóa thạch được tìm thấy ở Victoria, Úc, có niên đại 120 Ma, tương ứng với tầng Apt của Creta sớm. Koolasuchus là chi Temnospondyli xuất hiện trễ nhất. Ta biết đến Koolasuchus nhờ những sọ, đốt sống, xương sườn, và những mảnh xương vùng ngực khác. Loài điển hình Koolasuchus cleelandi được đặt tên năm 1997.

## Mô tả

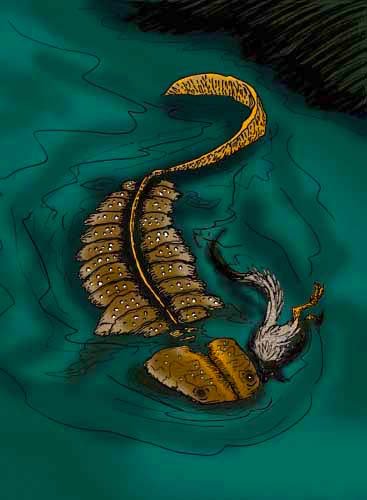
Hình phục dựng Koolasuchus săn Leaellynasaura

Koolasuchus là một loài Temnospondyli thủy sinh ước tính dài 4 đến 5 mét (13 đến 16 ft). Cân nặng của nó độ chừng 500 kilôgam (1.100 lb). Dù chỉ có những hóa thạch rời rạc, sọ có lẽ dài chừng 65 xentimét (26 in). Những các chi cùng họ, nó có đầu tròn, rộng và sừng phiến chĩa ra từ sau sọ.

## Lịch sử
Koolasuchus được đặt tên năm 1997, hóa thạch lấy từ nhóm Strzelecki tầng Apt trong thành hệ Wonthaggi tại Victoria. Ta biết đến nó nhờ bốn mẫu xương hàm, và nhiều xương sau sọ, gồm xương sườn, đốt sống, một xương mác, và những mảnh đai vai. Một xương hàm tìm thấy năm 1978 ở vùng khai quật tên Punch Bowl gần thị trấn San Remo. Sau đó, những mẫu vật khác được tìm thấy năm 1989 ở Rowell's Beach gần đó. Cái tên Koolasuchus được đặt theo tên nhà cổ sinh vật học Lesley Kool. Tên này còn được đặt nhằm tạo phép chơi chữ với từ "cool" ('mát' trong tiếng Anh), trỏ cái lạnh của môi trường nó sống. Loài điển hình là K. cleelandi, tên loài lấy theo tên nhà địa chất học Mike Cleeland.

## Cổ sinh học
Koolasuchus cư ngụ trong các thung lũng tách giãn miền nam Úc vào đầu kỷ Creta. Vào thời này, nơi đây nằm trong vòng Nam Cực, khí hậu mát mẻ nếu tính trong Đại Trung Sinh. Koolasuchus nhiều khả năng sống trong những con suối chảy nhanh. Là một loài săn mồi thủy sinh lớn, nó có cách sống tương tự cá sấu. Dù các loài Eusuchia phổ biến vào thời đó, chúng vắng mặt ở Nam Úc 120 triệu năm trước, có lẽ do thời tiết lạnh. Đến 110 Ma, như đã thấy trong lớp đá thuộc vùng hóa thạch Dinosaur Cove, khí hậu ấm lên và cá sấu đến nơi này. Những loài cá sấu này có thể đã dẫn đến sự tuyệt chủng của Koolasuchus.

## Trong truyền thông đại chúng
Koolasuchus góp mặt trong tập 5 Walking with Dinosaurs của BBC. Nó được thể hiện như một loài săn mồi cơ hội, ăn cá và khủng long nhỏ như Leaellynasaura mon men đến mép nước.